# Mikael Hallgren
Mikael Hallgren (* 23. Oktober 1964) ist ein schwedischer Poolbillard- und Snookerspieler. Er wurde 1988 Europameister.

## Karriere
Bei der Jugend-Europameisterschaft gewann Mikael Hallgren 1983 Bronze im 8-Ball der Junioren.
Zwei Jahre später gewann er erstmals eine Medaille bei der Herren-EM. Im 8-Ball erreichte er das Finale, unterlag dort jedoch seinem Landsmann Björn Jonsson.
1988 wurde er im Finale gegen den Deutschen Thomas Engert 8-Ball-Europameister.
Ein Jahr später erreichte er bei der EM erneut das 8-Ball-Finale. Diesmal verlor er jedoch gegen Ralf Souquet.
1990 erreichte er im 9-Ball das Finale und verlor dieses gegen Engert. Zudem wurde er mit der schwedischen Mannschaft Europameister.
2009 wurde Hallgren bei der Senioren-EM Fünfter im 9-Ball und im 14/1 endlos.
Außerdem wurde Hallgren 1984 und 1989 schwedischer Meister im Snooker.